# Gustav Eberhard (Architekt)
Gustav Eberhard (* 5. Mai 1805 in Coburg; † 23. April 1880 in Gotha) war ein deutscher Architekt und Baubeamter, der als Hofbaurat des Herzogtums Sachsen-Coburg und Gotha wirkte.

## Leben
Eberhard wurde als Sohn eines Baukondukteurs in Coburg geboren und besuchte das dortige Gymnasium. Durch ein Privatstudium bereitete er sich auf seinen Beruf als Architekt vor. Er studierte 1824 in Paris bei A. Leclerc und unternahm 1826 ausgedehnte Reisen in Italien, wobei er von Renié-Gretry begleitet wurde. 
1827 kehrte er nach Coburg zurück und war seit 1828 im gothaischen Staatsdienst. Er war maßgeblich beteiligt an der Projektierung von Schloss Reinhardsbrunn und an der Planung mehrerer repräsentativer Bauten im Herzogtum. 1842 wurde er zum Baurat ernannt. 1846 organisierte er in Gotha die 5. Versammlung deutscher Architekten mit 120 Teilnehmern. 1859 wurde er zum Geheimen Regierungsrat ernannt. 
Nach einer Erkrankung ging er 1865 in Pension und starb 15 Jahre später in Gotha.
Der Baumeister und Architekt Bruno Eberhard (1836–1901) war sein Sohn, der Astronom Gustav Eberhard sein Enkel und der Sinologe und Ethnologe Wolfram Eberhard sein Urenkel.

## Bauten
- 1834: Obelisk auf dem Rondell bei Oberhof
- 1834–1837: Jagdschloss Waidmannsheil in Saaldorf
- 1837–1839: Hoftheater Gotha (nach Vorentwürfen von Karl Friedrich Schinkel)
- 1837–1838: Villa Madelung in Gotha, Gartenstraße 31 (2007 von der Baugesellschaft Gotha abgerissen)
- 1841: Verwaltungsgebäude der Gothaer Feuerversicherungsbank, auf dem Gelände der heutigen Hauptpost am Ekhofplatz
- 1843–1845: Kaserne Bürgeraue 2 in Gotha (heute Kaufland-Filiale)
- 1844–1846: Kirche St. Bonifatius in Gierstädt
- 1847–1848: Herzoglicher Marstall in Gotha, Parkallee 1 (Stammhaus der Gothaer Lebensversicherungsbank)
- 1849: Umbau des Hofjägerhauses (Villa Glenck) in Gotha, Mozartstraße 5
- 1850: Gebäude der Gothaer Lebensversicherungsbank (Villa Albany) in Gotha, Bahnhofstraße 2–4
- 1855: Katholische Kirche St. Bonifatius in Gotha, Schützenallee 22
- 1856–1859: Sternwarte Gotha, Jägerstraße 7 (in Zusammenarbeit mit Peter Andreas Hansen und Robert Scherzer)
- 1853–1858: Herzogliches Mausoleum auf dem Friedhof am Glockenberg in Coburg, Hinterer Glockenberg 4

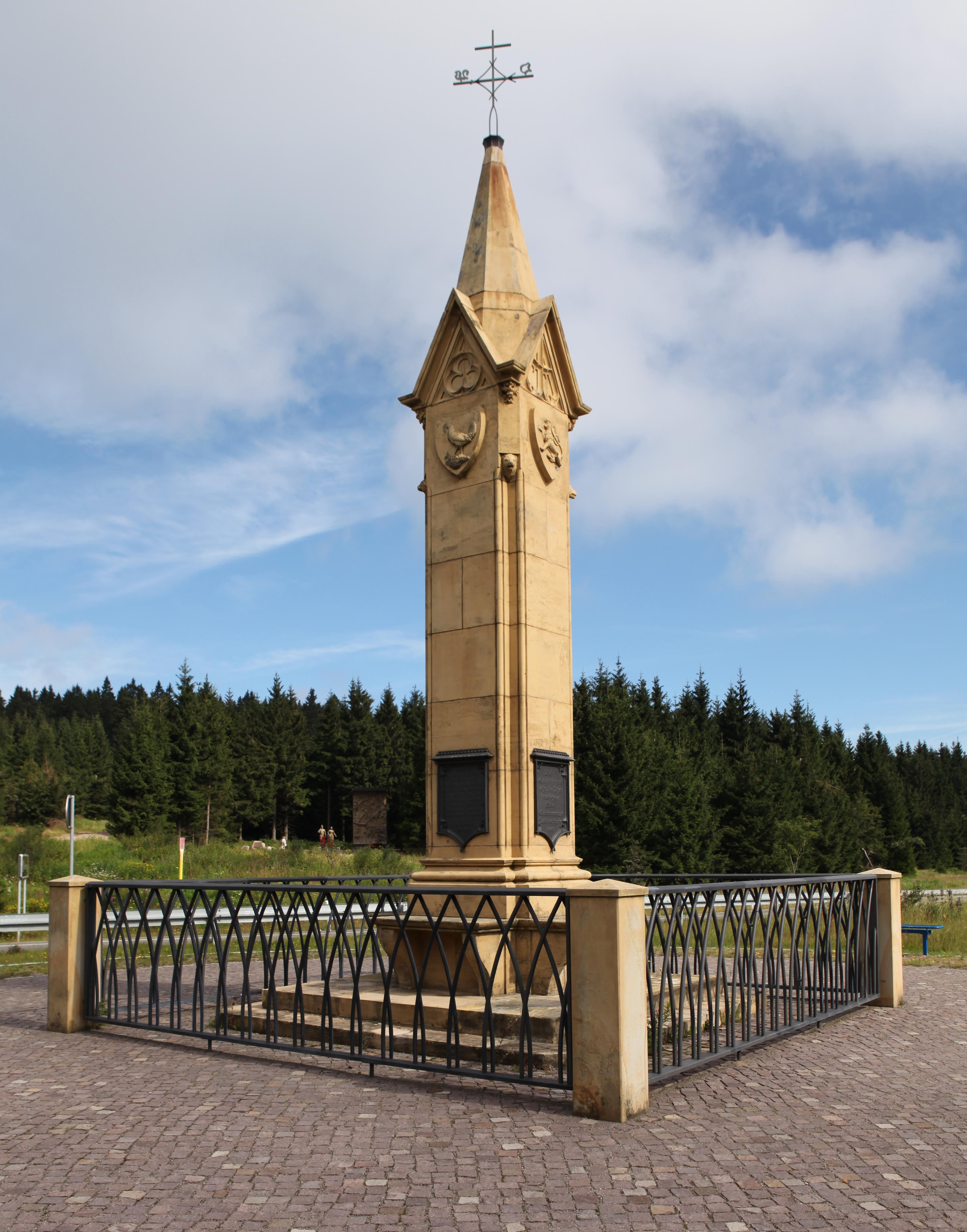
Obelisk auf dem Rondell bei Oberhof
Jagdschloss Waidmannsheil
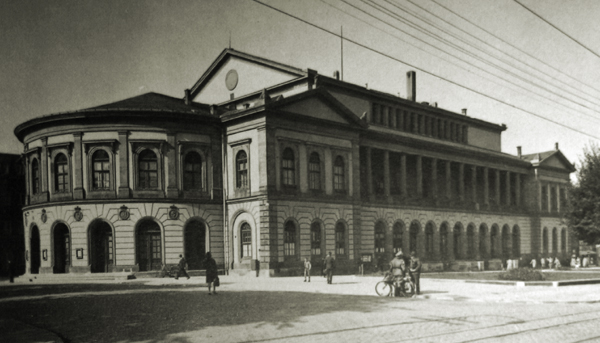
Neues Theater in Gotha
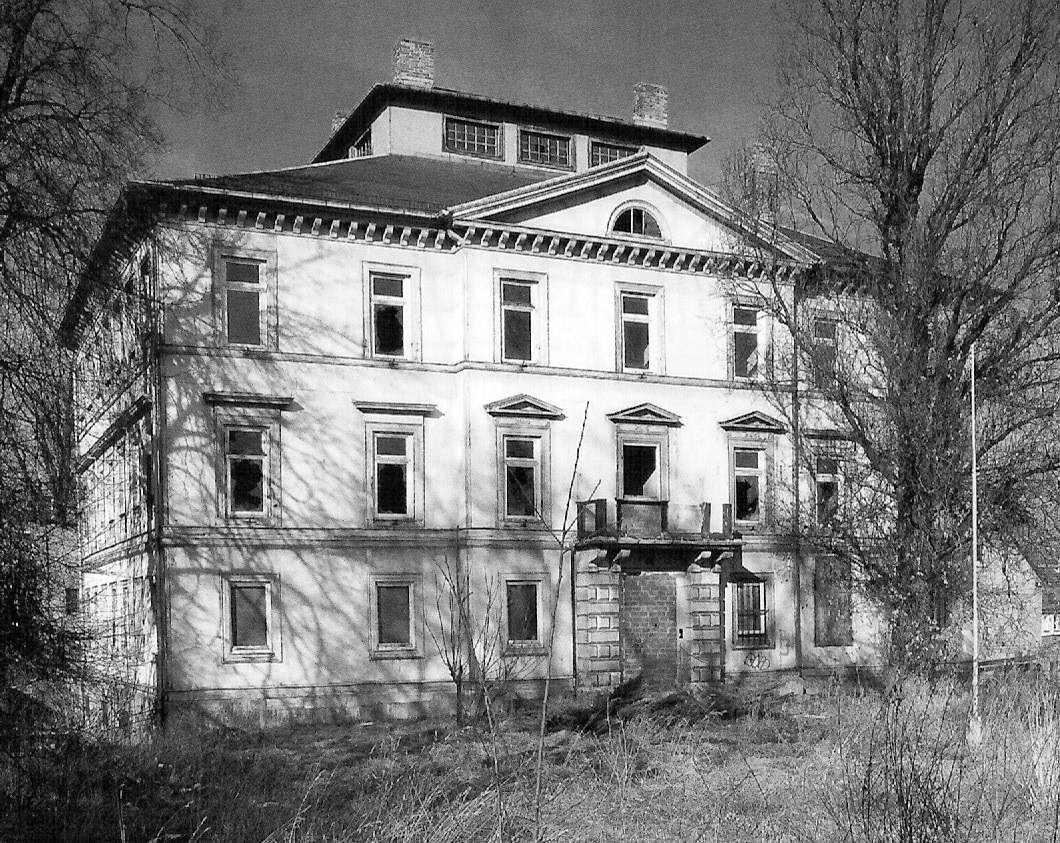
Ehemalige Villa Madelung in Gotha
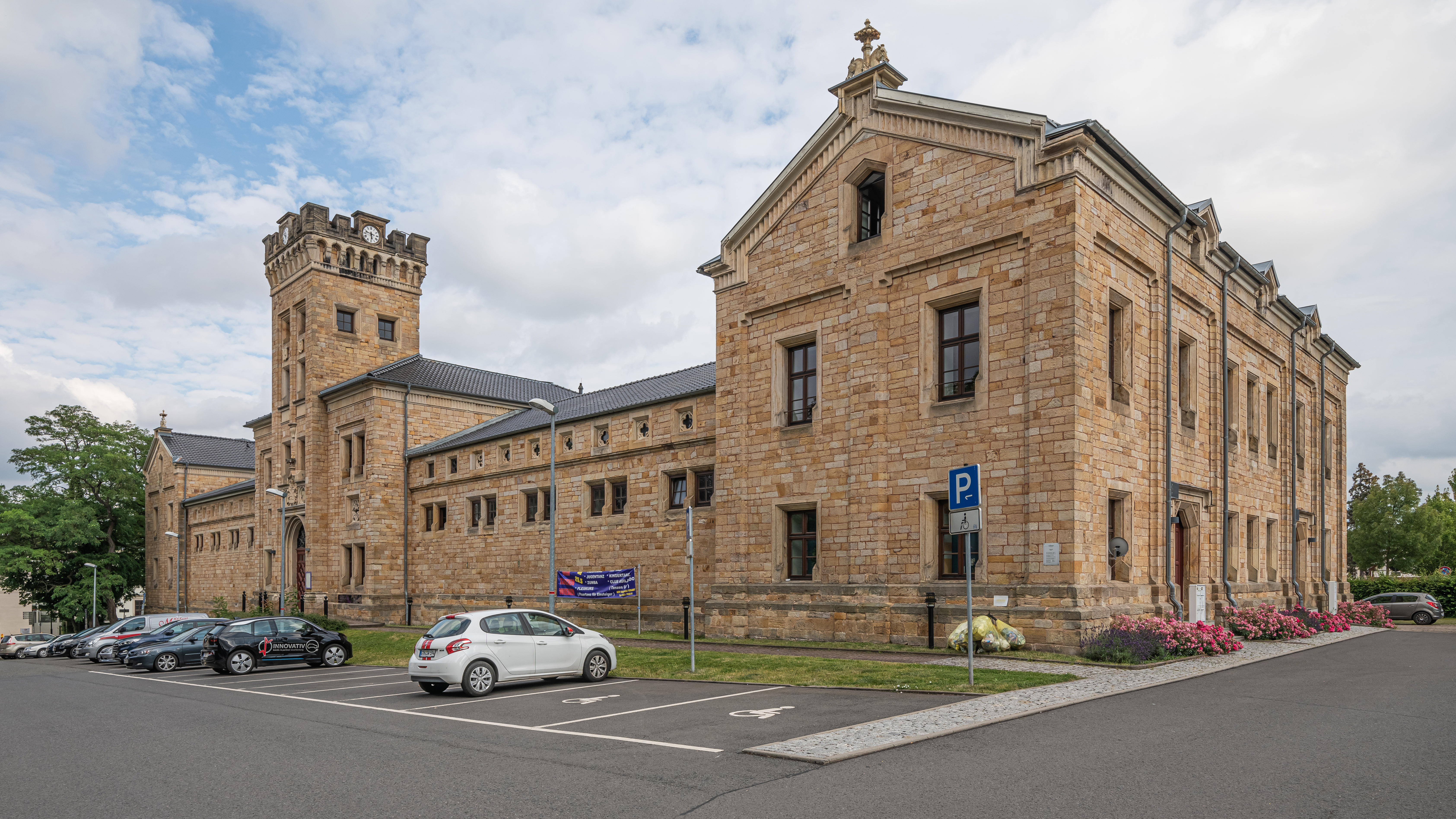
Herzoglicher Marstall, Parkallee 1
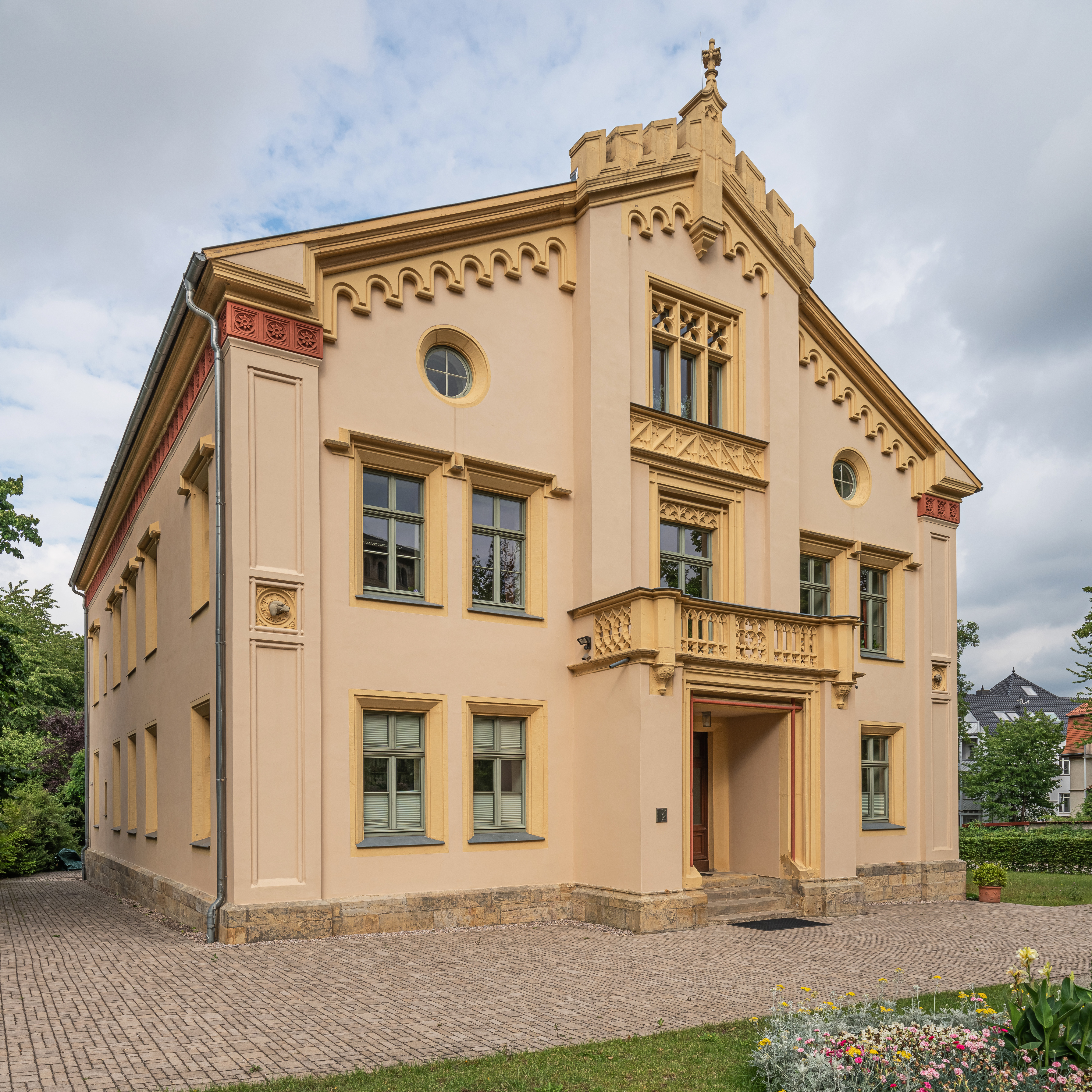
Hofjägerhaus in Gotha
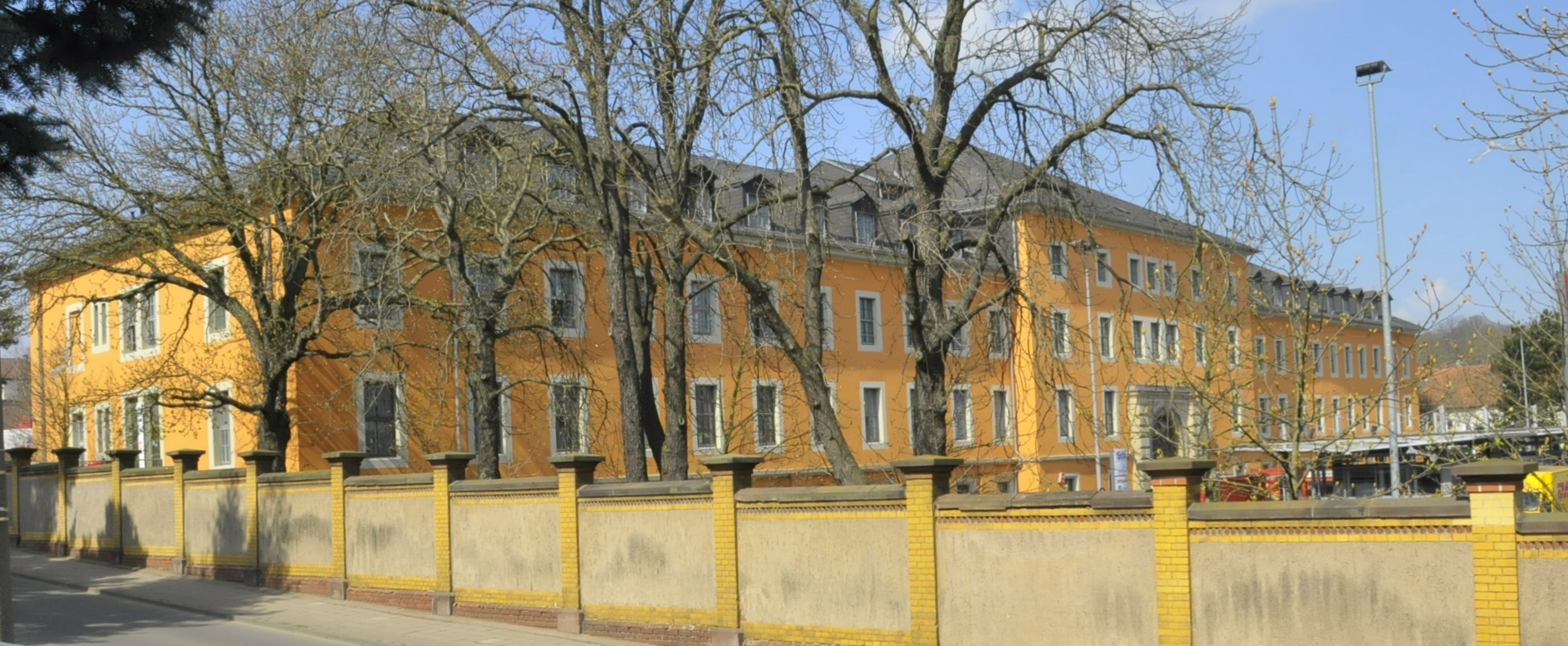
Gotha, Bürgeraue 2
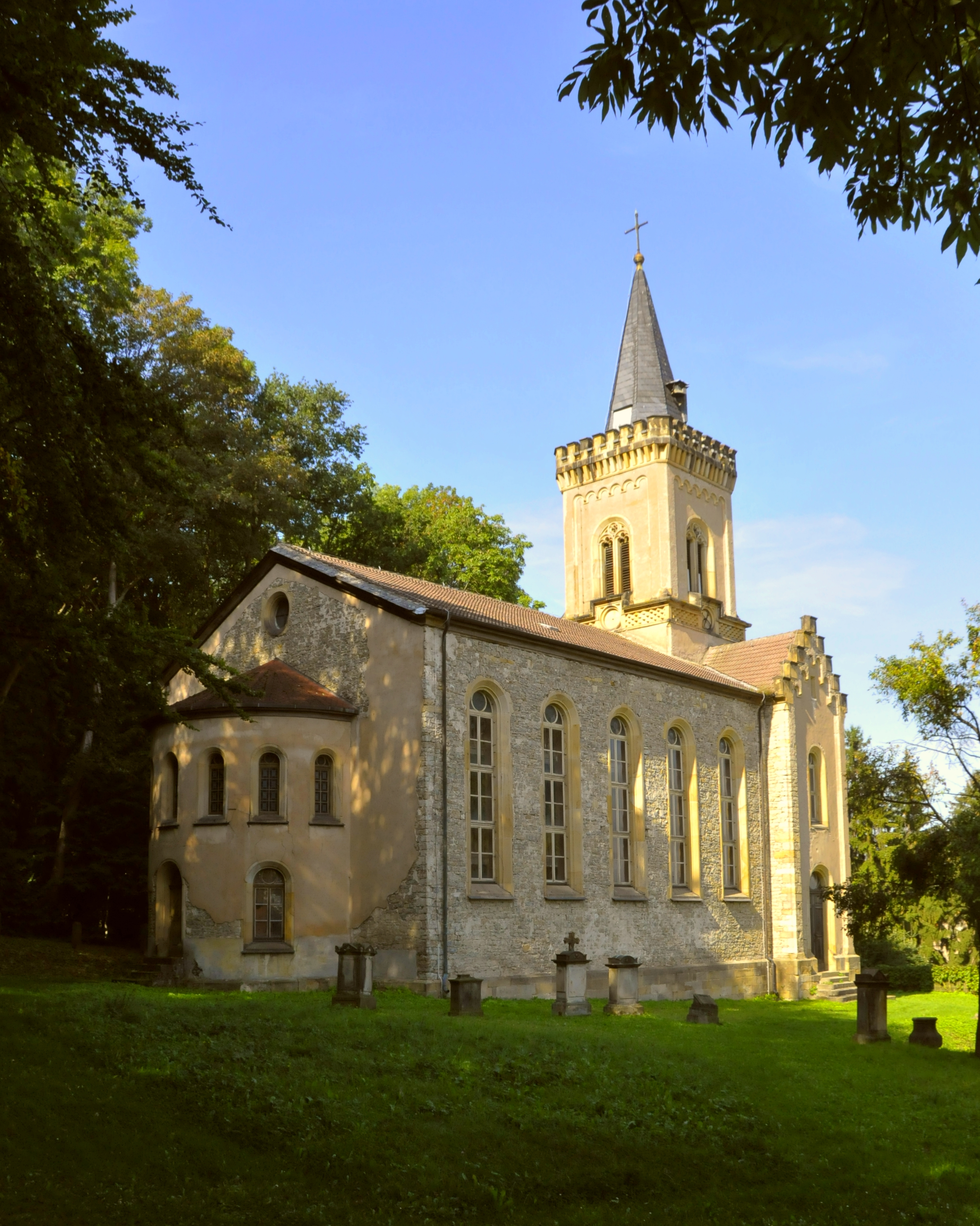
St. Bonifatius in Gierstedt
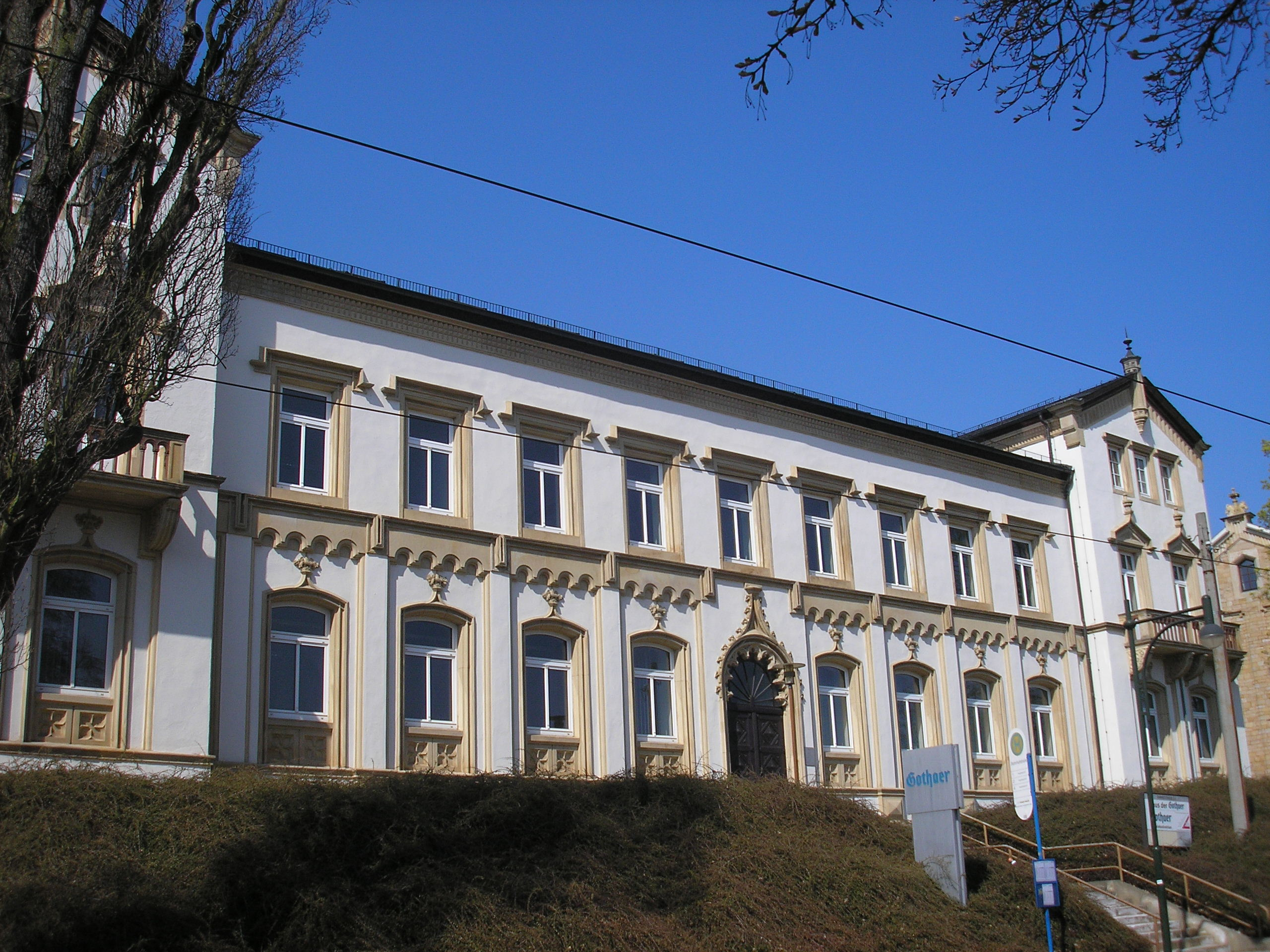
Gothaer Lebensversicherungsbank (Villa Albany)
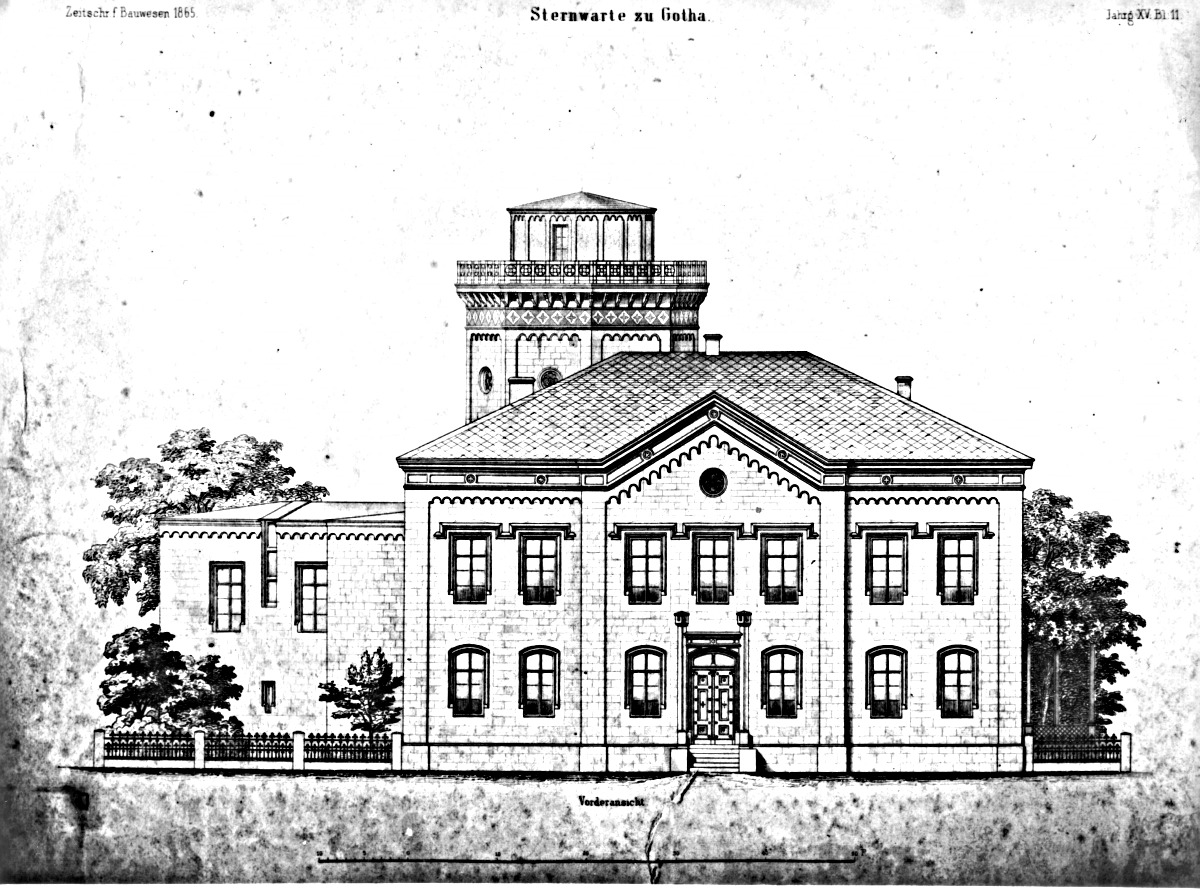
Neue Herzogliche Sternwarte in Gotha, Jägerstraße
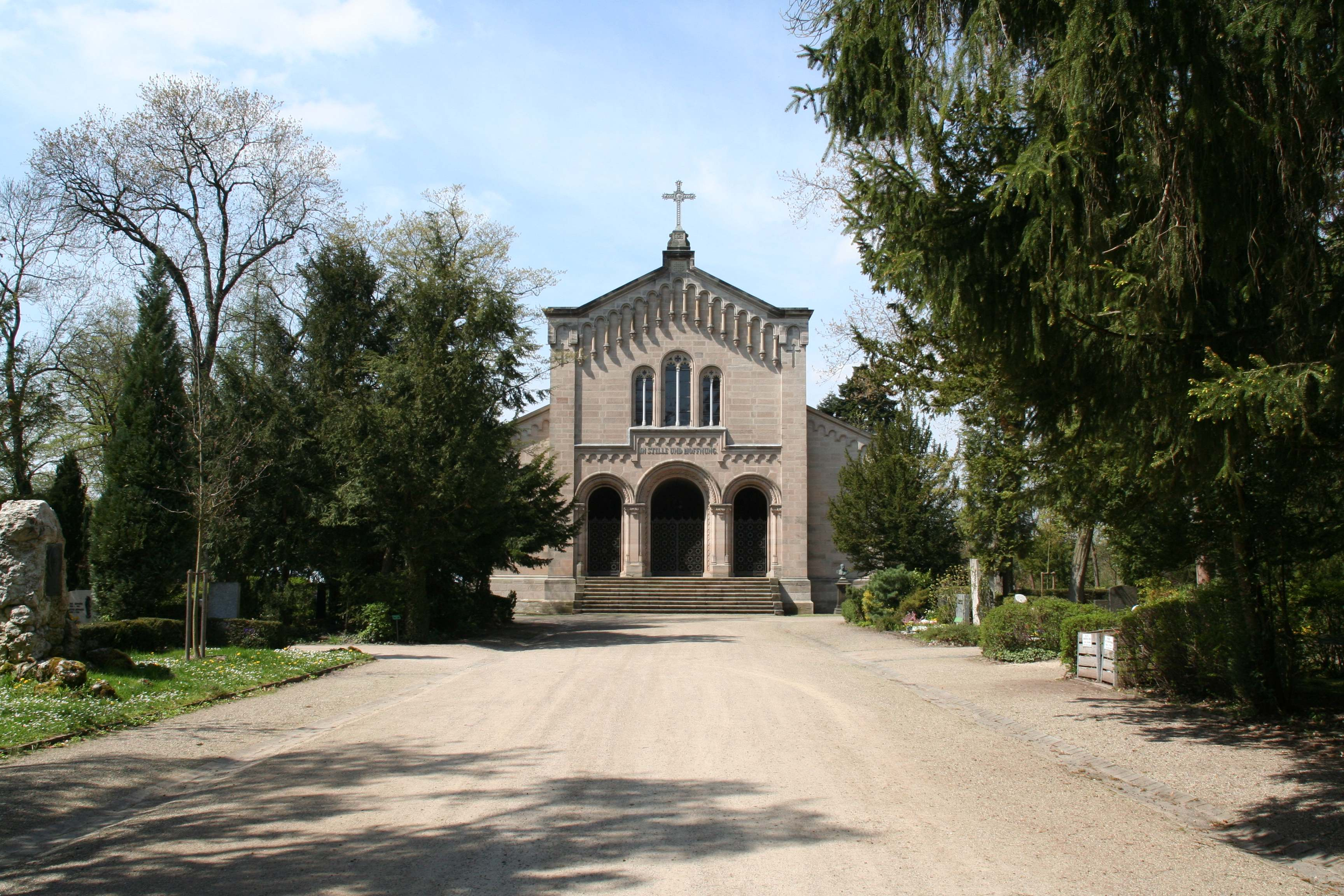
Herzogliches Mausoleum in Coburg

## Schriften
- Das neue herzogliche Marstallgebäude in Gotha. (= Architektonisches Album, Band 16.) Riegel, Berlin / Potsdam 1856.